# Pilvi Takala
 (juillet 2023).
La mise en forme du texte ne suit pas les recommandations de Wikipédia : il faut le « wikifier ».
Les points d'amélioration suivants sont les cas les plus fréquents. Le détail des points à revoir est peut-être précisé sur la page de discussion.
- Les titres sont pré-formatés par le logiciel. Ils ne sont ni en capitales, ni en gras.
- Le texte ne doit pas être écrit en capitales (les noms de famille non plus), ni en gras, ni en italique, ni en « petit »…
- Le gras n'est utilisé que pour surligner le titre de l'article dans l'introduction, une seule fois.
- L'italique est rarement utilisé : mots en langue étrangère, titres d'œuvres, noms de bateaux, etc.
- Les citations ne sont pas en italique mais en corps de texte normal. Elles sont entourées par des guillemets français : « et ».
- Les listes à puces sont à éviter, des paragraphes rédigés étant largement préférés. Les tableaux sont à réserver à la présentation de données structurées (résultats, etc.).
- Les appels de note de bas de page (petits chiffres en exposant, introduits par l'outil «  Source ») sont à placer entre la fin de phrase et le point final[comme ça].
- Les liens internes (vers d'autres articles de Wikipédia) sont à choisir avec parcimonie. Créez des liens vers des articles approfondissant le sujet. Les termes génériques sans rapport avec le sujet sont à éviter, ainsi que les répétitions de liens vers un même terme.
- Les liens externes sont à placer uniquement dans une section « Liens externes », à la fin de l'article. Ces liens sont à choisir avec parcimonie suivant les règles définies. Si un lien sert de source à l'article, son insertion dans le texte est à faire par les notes de bas de page.
- La présentation des références doit suivre les conventions bibliographiques. Il est recommandé d'utiliser les modèles {{Ouvrage}}, {{Chapitre}}, {{Article}}, {{Lien web}} et/ou {{Bibliographie}}. Le mode d'édition visuel peut mettre en forme automatiquement les références.
- Insérer une infobox (cadre d'informations à droite) n'est pas obligatoire pour parachever la mise en page.

Pour une aide détaillée, merci de consulter Aide:Wikification.
Si vous pensez que ces points ont été résolus, vous pouvez retirer ce bandeau et améliorer la mise en forme d'un autre article.
Pilvi Takala (née en 1981 à Helsinki) est une artiste utilisant la  performance comme médium. Elle explore surtout le concept de caméra cachée comme un art. En 2011, Takala a remporté le Prix de Rome néerlandais, puis en 2013, le prix de la fondation Emdash,. Ses œuvres ont été exposées dans diverses expositions à l'international, notamment à Londres, Aarhus et Glasgow .
Takala vit à Helsinki et à Berlin .

## Vie personnelle et éducation
Pilvi Takala est née et a grandi à Helsinki. Elle y fait ses études à l'Institut des beaux-arts de 2000 à 2001, visant l'obtention d'un baccalauréat en beaux-arts (2005), puis d'une maîtrise en beaux-arts (2006) de l'Académie des beaux-arts d'Helsinki ,,. En 2004, elle effectue un programme d'échange de six mois à la Glasgow School of Art .
Récemmnt, Takala mène un style de vie assez nomade, ayant vécu et joué en Écosse, aux Pays-Bas et en Turquie .

## Carrière
Takala situe ses premières œuvres autour des interventions dans la vie quotidienne. Elle utilise son corps comme un matériau, mettant en scène celui-ci dans des situations inconfortables ou gênantes. Ce faisant, elle trace l'évolution de ses propres sentiments durant la performance, pour mieux révéler les attentes sociétales autour de l'activité en cours.
Takala choisit d'entremêler des actions documentées à une portraiture classique, mise en scène. Ses œuvres impliquent que l'apprentissage des règles implicites d'une situation sociale est souvent possible par la disruption de cette même situation. Takala étudie des communautés spécifiques dans ses œuvres vidéo, ou elle utilise des interventions performatives pour explorer les structures sociales et questionner les règles normatives du comportement dans différents contextes. Ses œuvres explorent la conduite imposée par des règles sociales tacites, ni écrites ni rapportées, qui ne sont exposées que lorsqu'elles sont bafouées. Comme souligné dans un article du New Yorker : « On pourrait dire que Takala fait ce qu'il n'est pas prescrit, dans des lieux où il n'est pas prescrit de le faire ». C'est à travers ce processus que Takala explore le sentiment de gène, ou de malaise qui survient lors de la découverte de limites sociales tacites.
Son ouvre la plus connue est The trainee (« L'apprentie » ou « La stagiaire »), mise en scène en 2008. Pour sa réalisation, l'artiste a passé un mois dans les bureaux de la firme Deloitte à Helsinki. La firme avait effectué un partenariat avec le Musée d'art contemporain Kiasma ; seulement quelques cadres connaissaient alors l'étendue et la visée du projet. Elle se présentait alors comme Johana, une stagiaire dans le département du marketing. Après un début de stage normal, Takala n'effectuait plus aucun travail, prenant de longues pauses pour fumer, restant visiblement sur les médias sociaux plusieurs heures, ou regardant simplement dans le vide. Ses actes non productifs devenaient plus visibles : par exemple, elle pouvait prendre l'ascenseur pendant plusieurs heures. Si elle était questionnée sur ses motivations, elle répondait qu'elle effectuait du « travail cérébral » ou « travail intellectuel ». Ces actions ont engendré beaucoup de spéculation de la part de collègues et supérieurs. Certains mémos et courriels ont été conservés et font partie de l'œuvre. Les réponses de ses collègues furent mixtes : entre l'enthousiasme pour certains (« ça égaye le bureau ») et l'incompréhension, voir l'adversité pour d'autres.
Informellement, Takala voit cette ouverture de la firme vers son œuvre comme un geste commercial et intéressé, pour se démarquer de leurs compétiteurs. Alors que beaucoup voient la performance comme une continuation de Bartleby de Herman Melville, l'artiste a nié tout lien entre ces deux œuvres. Cette performance a été utilisée par l'autrice Jenny Odell dans son livre How to do nothing comme une illustration des limites de la culture de la productivité.
En 2022, elle a été choisie pour représenter son pays natal à la Biennale de Venise.
Elle est représentée par la galerie Carlos/Ishikawa à Londres.

### Filmographie
- Parc d'attractions (2001, court métrage)
- Femmes à Kahves (2005, installation)
- Le commutateur (2005, installation)
- Seinäruusu/Wallflower (2006, court métrage)
- Easy Rider (2006, court métrage)
- The Shining Shining (2007, installation)
- Kuuluttaja / L'annonceur (2007, court métrage)
- Les Anges (2008, court métrage)
- Les messagers (2008, installation)
- La vraie Blanche-Neige (2009, court métrage)
- Joueurs (2010, court)
- Entre autres (2001–2010, installation)
- Sens large (2012, installation)
- Conduisez avec prudence (2014, court métrage)
- Le Stroker (2019, court métrage)

### Expositions majeures

#### Expositions en solo
- 2021 Sweat Equity, Krieg, Hasselt (en ligne)
- 2018 Second Shift, Musée d'art contemporain Kiasma, Helsinki [19]
- 2017 Le Comité, Pump House Gallery, Londres [7],[20]
- 2016 Kunsthal Aarhus, Danemark The Centre for Contemporary Arts, Glasgow, Écosse
- 2015 Ami Invisible, Helsinki Contemporain
- 2014 Avocat de la semaine, Futura Center for Contemporary Art, Prague, République tchèque
- 2013 Slight Chance, Bonniers Konsthall, Stockholm, Suède; Fabra I Coats, Centre D'Art Contemporani, Barcelone, Espagne
- 2012 Random Numbers, Carlos/Ishikawa, Londres, Royaume-Uni
  1. Aside, Galerie P74, Ljubljana, Slovénie
  2. Breaching Experiments, Site Gallery, Sheffield, Royaume-Uni
  3. Disappearing Act, Galerie Diana Stigter, Amsterdam, Pays-Bas (avec Siri Baggerman)
  4. Valeur suggérée, Künstlerhaus Bremen, Allemagne [21]
  5. Juste au moment où je pensais que j'étais sorti... ils m'ont ramené à l'intérieur, Kunsthalle Erfurt, Allemagne Broad Sense, Forum Box / Mediaboxi, Helsinki, Finlande
- 2011 Sidelines, Sørlandets Kunstmuseum, Kristiansand, Norvège
- 2010 Vous ne pouvez pas faire ce que vous ne pouvez pas imaginer, Institut culturel finno-norvégien, Oslo, Norvège
- 2009 The Trainee, Studio K, Kiasma Museum of Contemporary Art, Helsinki, Finlande [7]
  1. Real Snow White, projet Masa, Istanbul, Turquie
  2. La stagiaire, Ellen de Bruijne Projects, Amsterdam, Pays-Bas
  3. Anges et messagers, Hiap Project Room, Helsinki, Finlande
- 2008 Outshiners, Galerija Miroslav Kraljevic, Zagreb, Croatie
  1. Les anges, Turku Art Museum, Finlande
  2. Le stagiaire, Kiasma Museum of Contemporary Art, Helsinki, Finlande
  3. Sur la volatilité avec Elmas Deniz , Galeria Noua, Bucarest, Roumanie
  4. Between Sharing and Caring, FaFa-gallery, Helsinki, Finlande ; Frac des Pays de la Loire, France
- 2006 Wallflower, Rael Artel Gallery, Pärnu et Tallinn, Estonie [5],[7]

#### Collections publiques
- Musée d'art moderne d'Espoo EMMA, Espoo, Finlande
- Collection de la Fondation Saastamoinen, Finlande De Hallen Haarlem, Pays-Bas
- Collection Teixera de Freitas, Portugal
- Musée d'art contemporain Kiasma / Galerie nationale finlandaise, Finlande
- Collection d'art d'État, Finlande
- Musée d'art de la ville d'Helsinki, Finlande
- Musée municipal de Helmond, Pays-Bas Musée d'art Amos Anderson, Finlande
- Fondation Henna ja Pertti Niemistö, Finlande [5],[7]

### Publications sélectionnées
- 2018 Second Shift, Kiasma et Garret Publications, 2018 [22]
- 2012 Pilvi Takala: Juste au moment où je pensais que j'étais sorti ... ils me retirent dans une monographie publiée par Hatje Cantz, Allemagne (ISBN 978-3775733526)
- 2008 Younger Than Jesus Artist Directory, Phaidon et The New Museum, New York 2007 (ISBN 978-0714849812)
- Pilvi Takala : Entre partager et s'entraider, catalogue d'exposition, Frac des Pays de La Loire Bag Lady, Istanbul
- 2005 Événement sur Garnethill, Helsinki
- 2003 Kuvasto, Helsinki [6],[7]

## Récompenses et nominations
- Prix d'État des arts visuels 2013, Finlande
- Prix Emdash 2013, Frieze Londres [7],[20]
- 2013 Prix Akseli Gallen-Kallela, Société Kalevala, FI
- 2011 Prix de Rome Arts Visuels 1er Prix, Pays-Bas
- 2011 Stuttgart Film Winter, Prix normand du meilleur court métrage, DE
- 2010 Festival Kettupäivät, Meilleur film expérimental
- Festival du film d'art de Tampere 2007, 1er prix
- 2007 Helsinki Short Film Festival, Meilleur film expérimental, FI [5],[7]